# Алексєєвка (Алексєєвський район, Самарська область)
Алексєєвка (рос. Алексеевка) — село в Алексєєвському районі Самарської області Російської Федерації.
Населення становить 4379 осіб. Входить до складу муніципального утворення сільське поселення Алексєєвка.

## Історія
Від 2005 року входило до складу муніципального утворення сільське поселення Алексєєвка.

## Населення
| 1939  | 1959  | 1970  | 1979  | 1986  | 1989  | 2002  |
| ----- | ----- | ----- | ----- | ----- | ----- | ----- |
| 3863  | ↘3342 | ↗3772 | ↗4805 | ↘4497 | ↗4846 | ↘4626 |
| 2010  | 2014  | 2015  | 2021  |       |       |       |
| ↘4513 | ↗4515 | ↗4521 | ↘4379 |       |       |       |